# Els secrets del castell

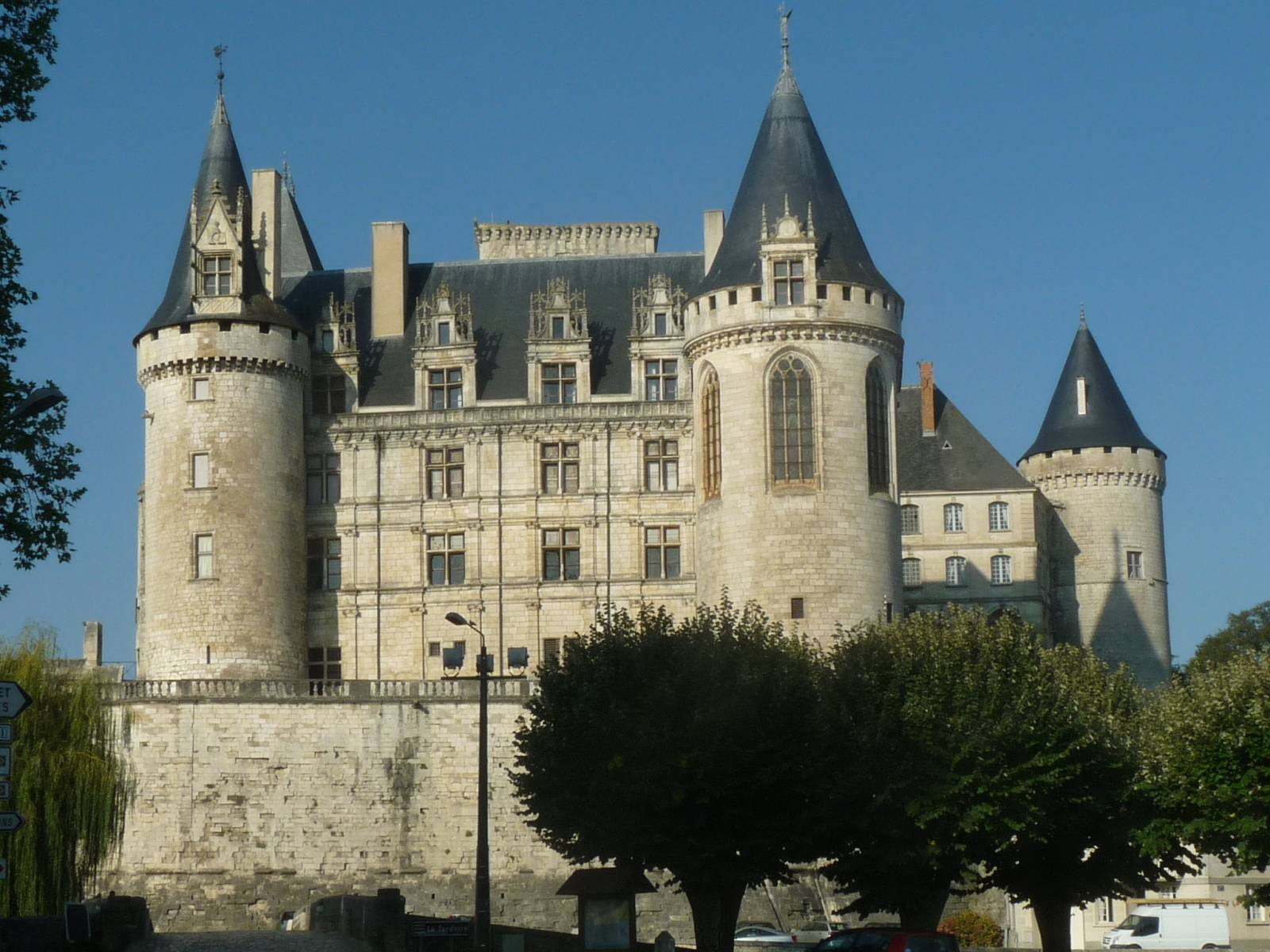
El castell de La Ròcha Focaud.

Els secrets del castell (títol original en francès, Les Secrets du château) és un telefilm policíac francobelga dirigit per Claire de La Rochefoucauld i emès per primera vegada a Bèlgica el 27 d'octubre de 2019 a La Une i a França el 19 de desembre de 2020 a France 3. Forma part de la col·lecció Assassinats a.... S'ha doblat i subtitulat al català.
Aquesta ficció és una coproducció d'Authentic Prod, France Télévisions, Fontana i RTBF.